# Amor di perdizione
Amore di perdizione è un romanzo portoghese di Camilo Castelo Branco, scritto nel 1862. È il romanzo più famoso dell'autore, uno degli esponenti di punta del Romanticismo in Portogallo. Miguel de Unamuno lo ha definito: La novella passionale più intensa e profonda che sia stata scritta nella penisola Iberica.
La narrazione si svolge nella provincia portoghese e rispecchia in parte le disavventure dell'autore che, in carcere per un anno con l'accusa di adulterio, scrive di getto in poco più di quindici giorni, «La triste storia di mio zio paterno Simão Antonio Botelho» il quale «Amò, si perdette e morì amando. Questa è la storia». Con la pubblicazione di quest'opera, nel 1862, Castelo Branco ottiene la  popolarità che, a suo dire, non cercava - quando descrive il suo romanzo, in una prefazione del 1879 (a vent'anni dalla prima edizione), ne parla decisamente male: disturbato, così sembra, dal grande successo di pubblico e dalla interpretazione corrente di romanzo passionale".

## Trama

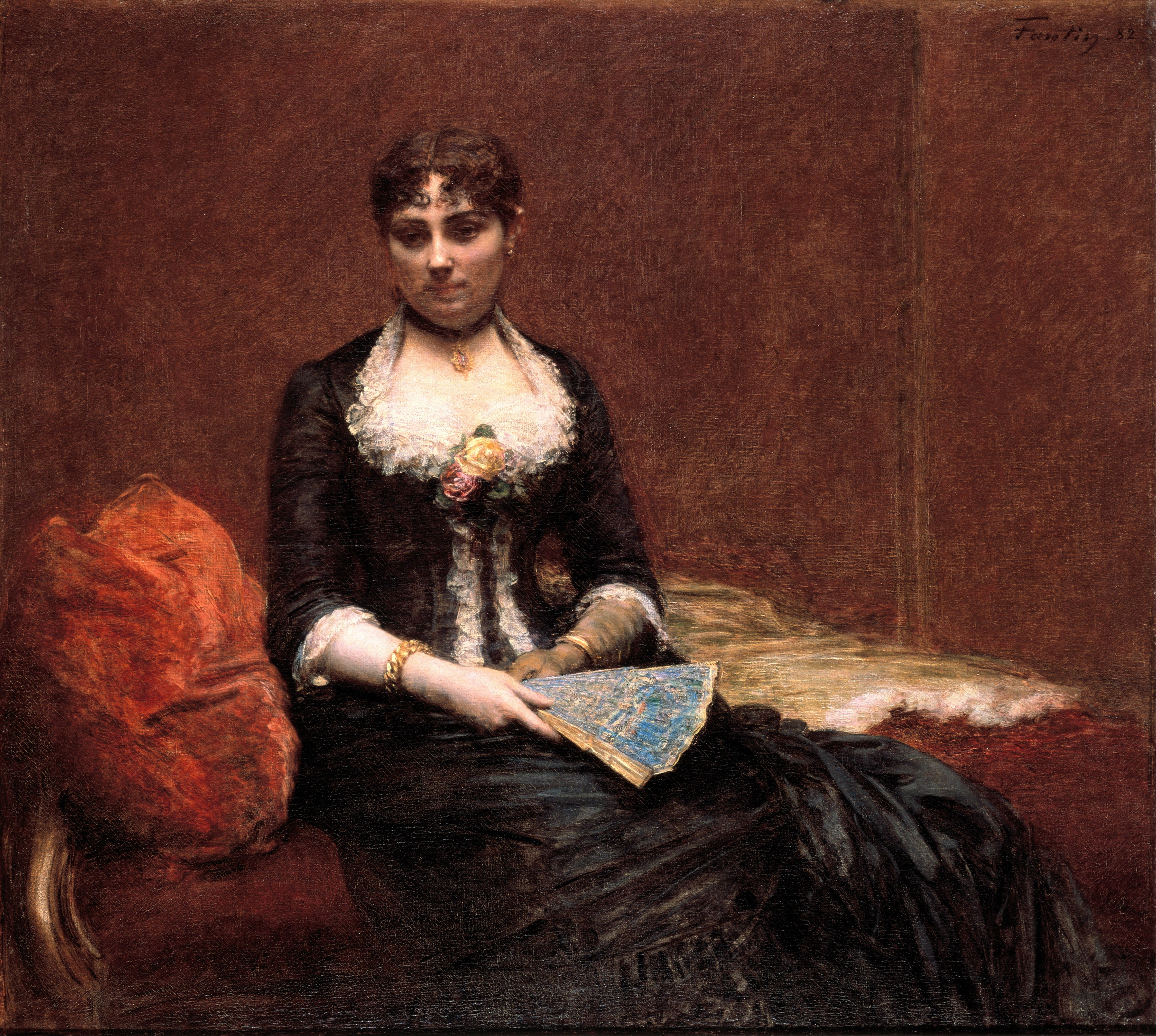
Ritratto di Madame Léon Maître (1882)

Simão Botelho e Teresa de Albuquerque appartengono a famiglie rivali: diciottenne, figlio di un giudice il primo, sedicenne, figlia unica adorata ma tiranneggiata di un nobilotto di provincia la ragazza. Sono vicini e - a causa di banali liti - i padri si odiano a vicenda. La storia si svolge tra Coimbra, dove il giovane studia, e Viseu dove risiedono le famiglie. L'amore sboccia quasi senza volere e, appena viene scoperto, è fieramente osteggiato da entrambi i genitori. A complicare la vicenda interviene il cugino di Teresa, Baltasar, che si propone prepotentemente come sposo e viene accettato e sostenuto dalla famiglia di lei. La totale dedizione reciproca dei due amanti non ammette compromessi. Per questo Teresa, che rifiuta il cugino, viene spedita in convento, prima a Viseu e poi a Porto.
Simão cerca di vedere la ragazza ma viene contrastato dalla famiglia e ora anche dal cugino. Esasperato dall'ingiusta proibizione e timoroso di ulteriori violenze che possano costringere Teresa a sposare Baltazar, approfitta di una provocazione in strada e lo uccide. Rifiuta di fuggire e si consegna alle autorità. Non cerca nemmeno di difendersi e viene condannato alla forca. Il padre finisce per commuoversi, spinto dalla moglie e dagli amici. Chiede e ottiene che la condanna venga commutata in dieci anni di esilio nelle Indie portoghesi. Simão è imbarcato sulla nave che lo sta portando a Goa. Dal porto vede l'amata dietro le grate del convento. Capisce che sta per morire e infatti riceve la lettera in cui Teresa dichiara che non lo vedrà mai più se non in cielo. Lei muore consumata dall'infelicità. Lui la segue poco dopo e viene gettato in mare. Muore anche la serva devota, la giovane Mariana che - innamorata anche lei senza speranza di Simão - l'aveva curato e seguito nei giorni del carcere. 
Da questo romanzo è stato tratto - tra gli altri - il film "Amore di perdizione" (1978) [Amor de perdição, Portogallo 1978, Drammatico, durata 287']   Regia di Manoel de Oliveira Con Antonio Sequeira Lopes, Cristina Hauser, Elsa Wallencamp, Antonio Costa, Ricardo Pais.

## Considerazioni
La storia - di amore ribellione e morte, di perdizione appunto, è quella tra un giovane romanticamente e velleitariamente anarcoide e una fanciulla dell'ambiente più retrivo di un Portogallo ottocentesco, sospeso tra feudalesimo e modernità - la passione che più emerge da Amore di perdizione è il risentimento, il sarcasmo, l'acidità, contro la grettezza e l'angustia di un'epoca e un ambiente. Castelo Branco (il «Balzac portoghese», vissuto male e morto suicida) scrisse Amore di perdizione, mentre era incarcerato per un reato di adulterio, quindi in carcere per amore, ricostruendo e romanzando una storia famigliare. Un romanticismo esasperato che non viene mitigato nemmeno dall'ironia o dal distacco, trova sfogo solo nella morte di tutti i protagonisti che - come l'autore - preferiscono l'annichilimento alla perdita dell'amato bene e quindi dell'unica felicità possibile.

## Citazioni
- Quanta oscurità, mio Dio[5].
- Il Portogallo è un paese triste... un Paese di suicidi, forse un popolo suicida[1].
- La novella passionale più intensa e profonda che sia stata scritta nella penisola Iberica[6].

## Traduzioni
- Amore di Perdizione (Italiano, 2000) - Sellerio - La memoria n. 485 - 276 pagine - EAN 9788838916328
- Doomed Love (Inglese, 2000) ISBN 0-943722-27-6
- Das Verhängnis der Liebe (Tedesco, 1988) ISBN 3-9241754-0-3
- Fortapt Kjaerlighet en Families Memoarer  (Norvegese, 1999) ISBN 82-7995-002-8
- (Cinese, 2001)

## Adattamenti

### Cinema
Le principali versioni cinematografiche:
- Amor de perdição (1921) (Versione muta), di George Pallu
- Amor de perdição (1943), di António Lopes Ribeiro
- Amore di perdizione (1979), di Manoel de Oliveira
- Um amor de perdição (2008), di Mário Barroso

### Televisione
Nel 1965, TV Cultura ha presentato una versione del romanzo, in forma di telenovela, con il titolo Amor de perdição.
Con il romanzo Livro negro do Padre Dinis e Mistérios de Lisboa è alla base della telenovela luso-brasiliana Paixões proibidas.